# بوعلام بناني
بوعلام جيلالي بناني، ممثل جزائري من مواليد عام 1940 في حسين داي.

## سيرة شخصية
بوعلام ، ممثل محترف في المسرح الوطني الجزائري ، كشف عنه فيلم عمر قتلتوا الرجلة ( 1976 ) الذي يلعب فيه الدور الرئيسي. تعود بداياته إلى عام 1964 . اكتشف المسرح في مركز لقضاء العطلات يقوم به مهنيون مثل كاكي ، علوة ، حسن الحسني ، محمد بودية .
كان كمراهق مندهشًا ،جعل المسرح مهنة. اكمل تكوينه من خلال الالتحاق بمدرسة الفنون المسرحية في برج الكيفان التي فتحت أبوابها للتو. بعد خدمته الوطنية ، تم تجنيده من قبل TNA. في السينما ، تألق في الريح الجنوبية و أطفال الريح.

## فيلموغرافيا

### سينما
- 1975 : الريح الجنوبية
- 1976 : عمر قتلتوا الرجلة للمخرج مرزاق علواش: في دور عمر
- 1980 : أطفال الريح
- 1989 : الطاكسي المخفي للمخرج بن عمر بختي
- 1991 : الشاب رشيد بوشارب : النقيب
- 2001 : العالم الآخر للمخرج مرزاق علواش : في دور عمر
- 2005 : باب الويب للمخرج مرزاق علواش : في دور تشوش
- 2007 : موراسوري للمخرج ياسمينة خضرة : في دور مدير الشرطة

### التلفاز
- 2005 : القضاء والقدر : فريد
- 2007 : موعد مع القدر : شقيق مالك
- 2009 : الميدالية
- 2011 : عائلة جمعي
- 2023 : الدامة

## روابط خارجية
- بوعلام بناني على موقع IMDb (الإنجليزية)
- بوعلام بناني على موقع ألو سيني (الفرنسية)
- بوعلام بناني على موقع ألو سيني (الفرنسية)
- بوعلام بناني على موقع أول موفي (الإنجليزية)
- بوعلام بناني على موقع قاعدة بيانات الأفلام السويدية (السويدية)
- بوعلام بناني على موقع قاعدة بيانات الفيلم (الإنجليزية)
- بوعلام بناني على موقع كينوبويسك (الروسية)
- بوعلام بناني في قاعدة بيانات الأفلام على الإنترنت